# Oh My G!
Oh My G! é uma telenovela filipina transmitida pela ABS-CBN do dia 19 de janeiro a 24 de julho de 2015, estrelada por Janella Salvador, Marlo Mortel e Manolo Pedrosa.
A telenovela é dedicado a Santa Teresa de Ávila.

## Elenco

### Elenco principal
- Janella Salvador como Sophie Z. Cepeda
- Marlo Mortel como Gabriel "Gabby" Luna
- Manolo Pedrosa como Harry Evangelista

Atores que interpretaram como "G"
- Leo Rialp (principal)
- Luke Jickain
- Diego Loyzaga
- Pen Medina
- Boboy Garovillo
- Dante Ponce

### Elenco de apoio
- Sunshine Cruz como Lucy Zaldivar-Santiago
- Janice de Belen como professora Rose Luna
- Yen Santos como Anne Reyes / Marie Paul Cepeda
- John Arcilla como Joe Luna
- Dominic Ochoa como Santino "Santi" Santiago
- Edgar Allan Guzman como Vaughn Luna
- Kazel Kinouchi como Miley Santiago
- John Steven de Guzman como JC Luna
- Kathryn "Kate" Alejandrino como Roma de la Cruz
- Lianne Valentin como Lianne Valentin
- Veronica Reyes
- Julia Buencamino como Amelia "Aimee" Chua
- Tom Doromal como Charles Castañeda
- Patrick Sugui como Patrick Dizon
- Kokoy de Santos como Carlos Miguel "Micoy" Arellano
- Paolo Gumabao como Ferdinand "Ferdie" Javier
- Axel Torres como Cyrus
- Ganiel Krishnan como Helga Barrios
- Aina Solano como Jessica Marasigan
- Maris Racal como Junalyn Barel
- John Phillip Aricheta como Rene
- Teetin Villanueva como Mhica
- Simon Ibarra como Martin Reyes
- Daisy Reyes como Dolly Reyes
- Raffy Tejada
- Issa Litton como Raki Evangelista
- Nonie Buencamino como Emmanuel Diaz

### Elenco de convidados
- Eric Quizon como Paul Cepeda†
- Maricar Reyes como Tessa Zaldivar-Cepeda†
- Zara Julianna Richards como Sophie Cepeda (jovem)
- Juan Miguel Tamayo como Gabby Luna (jovem)
- Erin Ocampo como Ceres Reyes
- Regine Tolentino como Gina
- Anna Luna como Marie Bernard
- Wendy Valdez como Anne Reyes (falso)
- Lollie Mara como juiz Corazon Castañeda
- Bodjie Pascua como Des Reyes